# Anthony Hopkins
Sir Philip Anthony Hopkins (Port Talbot,  Wales, 1937. december 31. –) kétszeres Oscar-, ötszörös BAFTA-, kétszeres Emmy-, Golden Globe- és Európai Filmdíjas walesi színész. A filmtörténelem egyik legismertebb és legmeghatározóbb egyénisége. Munkásságának elismeréseképpen 1993-ban II. Erzsébet királynő lovaggá ütötte, valamint csillagot kapott a Hollywoodi hírességek sétányán.
1957-ben diplomázott a Royal Welsh College of Music & Drama-n, majd a londoni Royal Academy of Dramatic Art (RADA) színésziskolában folytatta tanulmányait. 1965-ben Laurence Olivier fedezte fel tehetségét, és meghívta a Royal National Theatre társulatába. Pályafutása kezdetén olyan filmekben szerepelt, mint Az oroszlán télen (1968), A híd túl messze van (1977) és Az elefántember (1980). Kétszer nyerte el a legjobb férfi főszereplőnek járó Oscar-díjat: Dr. Hannibal Lecter alakításáért A bárányok hallgatnak (1991) című filmben, valamint egy demenciával küzdő idős férfi megformálásáért Az apa (2020) című drámában, utóbbival pedig a legidősebb színész lett, aki valaha elnyerte ezt a díjat.
Oscar-díjra jelölték továbbá a Napok romjai (1993), a Nixon (1995), az Amistad (1997) és A két pápa (2019) című filmekben nyújtott alakításaiért. Egyéb jelentős filmjei közé tartozik az Egy ház Londonban (1987), a Szellem a házban (1992), a Drakula (1992), az Árnyékország (1993), a Szenvedélyek viharában (1994) és a Zorro álarca (1998). A Marvel-moziuniverzum filmjeiben Odin megformálásával vált ismertté.
Televíziós munkássága szintén jelentős. A Háború és béke (1972) című sorozatban nyújtott alakításáért elnyerte a Brit Akadémia Televíziós Díját (BAFTA) a legjobb férfi főszereplő kategóriában. Két Primetime Emmy-díjat kapott a A Lindbergh bébi elrablása (1976) és A bunker (1981) című drámasorozatokban nyújtott alakításaiért.

## Életrajz

### Fiatalkora
Anthony Hopkins színész-honfitársa, Richard Burton szülővárosában, a walesi Port Talbotban nőtt fel. A színészóriás sikerén felbuzdulva választotta a színészi pályát. Szülei, Dick és Muriel egy kis pékség tulajdonosai voltak. Sokat dolgoztak, hogy egyetlen fiukat beírassák egy internátusba. Saját elmondása szerint igazi rosszcsont gyerek volt, aki utálta a többieket, és a tanulmányait is hanyagolta, egész egyszerűen nem szeretett iskolába járni.
Tizenhét évesen az apja „kidobta” a házból, mondván, élje a maga életét. A lézengő Hopkins ekkor került be egy ifjúsági drámaklubba, s gyorsan rájött, hogy a színészetet neki találták ki. Beiratkozott a Welsh College of Music and Drama in Cardiffba, majd 1958-ban bevonult kétéves sorkatonai szolgálatra a brit hadseregbe. Ezt követően Londonban felvették a Royal Academy of Dramatic Artba, ott két évvel később végzett.
1963-ban a leicesteri Phoenix Theater társulatának tagja lett, majd 1965-ben részt vett egy meghallgatáson, mivel a híres National Theatre-be vágyott. Itt ebben az időben az általa nagyra tartott Sir Lawrence Olivier, a színház igazgatója közbenjárásának köszönhetően Hopkins a színi társulat tagja lett, mi több két évvel később már főszerepet játszott a Haláltánc című darabban.

### Az 1960-as évek
Anthony Hopkins az elkövetkező években Nagy-Britannia egyik legelismertebb színészévé vált, aki eljátszhatott majd' minden klasszikus, nagy szerepet. A National Theatre-ben hamar köztiszteletben álló művésszé küzdötte fel magát, bár sokszor megbotránkoztatta a sznob színházlátogatókat alkoholizmusával.
A hatvanas évek végétől volt látható a nagyvásznon. Első jelentős filmszerepe Oroszlánszívű Richárd, az angol trónörökös Az oroszlán télen című nagyszabású kosztümös alkotásban, amely olyan nemzetközi sztárokat vonultat fel, mint Peter O’Toole vagy Katharine Hepburn.
A fiatal színész remekel a családi trónviszályokkal átszőtt, göröngyös történet karakteres mellékszerepében, és begyűjti első BAFTA-díj-jelölését a legjobb férfi mellékszereplő kategóriájában. Ezek után gyakorlatilag csak televíziós filmekben látható, és csak elvétve vállal filmszerepet.

### Az 1970-es évek
1974-ben látogatott el először Los Angelesbe, és teljesen beleszeretett a környékbe, olyannyira, hogy egy ideig ott is maradt, ám egyre többet ivott. Csak hosszú gyötrődések után ébredt rá arra, hogy ez így nem mehet tovább, és részt vett egy alkoholelvonó kúrán. Ennek köszönhetően állapota jelentős mértékben javult. Ezután még több mint tíz évig élt feleségével Los Angelesben, és közben filmezett és tévéjátékokban is szerepelt.
1975-ben Peter Shaffer Equus című színművének pszichiátereként debütált a Broadwayn, majd Richard Burton vette át tőle a szerepet.
1976-ban Bruno Hauptmann vádlottat alakította A Lindbergh-bébi elrablása című tévéfilmben, ezért Emmy-díjat kapott. 1977-ben forgott A híd túl messze van, amelyben a kor legjelentősebb férfisztárjai mellett asszisztál. A háborús eposzt műfaja egyik csúcsaként szokás emlegetni, s habár a cselekmény inkább a nyers tényekhez ragaszkodik, a megannyi híres színész hozza az elvárható színvonalat. Ugyanebben az esztendőben még egy háborús filmben, a Győzelem Entebbénél-ben is feltűnik, ám ez az alkotás már mérsékeltebb fogadtatásban részesül.
Az 1977-es Audrey Rose című filmben egész pályafutásának talán leggyengébb alakítását nyújtotta, Hopkinst Arany Málna díjra jelölték.
1978-ban egy hasbeszélő mutatványost játszik A mágus – Rémisztő Love Story című thrillerben (a figura Hannibal Lecter előfutáraként is értelmezhető), és teljesítményéért Golden Globe-díjra és BAFTA-díjra terjesztik fel. Már ekkor szembetűnő volt, hogy Hopkins milyen kitűnően alakít megszállott figurákat.

### Az 1980-as évek
Anglia viktoriánus konjunktúrájának időszakában játszódik Az elefántember. Ebben Hopkins lelkes fiatal orvost játszik, aki egy súlyosan eltorzult, nyomorék fiatalember felzárkóztatásába kezd, miközben az utca embere megvetően fordul el a szerencsétlen teremtménytől. David Lynch megható társadalomkritikája valóságos időzített bombaként robbant 1980-ban, még az Amerikai Filmakadémia is nyolc Oscarra jelölte, de odáig már nem merészkedett, hogy akár egy kategóriában is díjhoz juttassa a produkciót.
A Bountyban Anthony egy zsarnokoskodó hajóskapitányt formált remekbe, aki összetűzésbe kerül az első tiszttel. A civilizáltnak vélt, de valójában szadista regulájához körömszakadtáig ragaszkodó hajósember szerepében valósággal brillírozott.
A '80-as években még mindig a tévéfilmek szamárlétrájának fokait taposta, az Egy ház Londonban című könnyed drámában ismét Anne Bancrofttal szerepelt, akivel Az elefántembert is közösen készítették. Két szeretetre éhes középkorú embert keltenek életre, akiket bár kontinensnyi távolság választ el egymástól, mégis keresik a másik társaságát.

### Az 1990-es évek
1990-ben Anthony Hopkins számára még mindig nem érkezett el a nagy áttörés: A félelem óráiban ugyan Mickey Rourke és Mimi Rogers partnereként már amerikai produkcióban játszott, azonban a megfélemlített családapa szerepe nem hozta meg számára az elismerést.
A bárányok hallgatnak című thriller 1991-ben hatalmas sikert aratott, a főszerepben Jodie Fosterrel és Hopkinsszel. Az ekkor ötvennégy éves színész ezzel a mondhatni mellékszereppel ért révbe: Dr. Hannibal Lecter, az agyafúrt és perverz élvezeteknek hódoló, börtönviselt pszichopata szerepében mítoszt teremtett, egy olyan végtelenül komplex és sátáni gonoszságában is rokonszenves figurát, amely talán még Anthony Perkins Norman Batesénél is nagyobb ovációt, tiszteletet és félelmet ébresztett a nézőkben. Anthony méltán nyerte el az Oscar-díjat ezért a teljesítményéért. Filmtörténeti rekord, hogy alig húszpercnyi jelenlétéért mégis legjobb férfi főszereplő kategóriában vehette át az aranyszobrocskát. Ezután már előtte hevertek az ígéretesebbnél ígéretesebb filmszerepek, és Anthony Hopkins a hollywoodi fősodorba érkezett.
Továbbra is játszott angolszász témájú alkotásokban (ilyen például a Szellem a házban arisztokrata Mr. Wilcoxa, vagy a Napok romjai hűvös mintakomornyikja, amelyért másodszor is Oscarra jelölték), ugyanakkor részt vállalt Francis Ford Coppola legújabb hollywoodi Drakula-adaptációjában is Gary Oldman, Keanu Reeves és Winona Ryder partnereként. Ő alakította az erdélyi gróf (Oldman) tudós ellenfelét, dr. Van Helsinget. A színész valójában Amerikában bizonyította be páratlan tehetségét, hiszen a '90-es években még olyan filmjei következtek, mint a Szenvedélyek viharában Brad Pitt-tel, a Túlélni Picassót, a Zorro álarca, A vadon foglyai vagy a Titus.

### A 2000-es évek
Gary Oldmannel még egyszer „szembekerült” pályája során: A bárányok hallgatnak folytatásában, a Hannibalban ugyanis Oldman alakítja a firenzei vakációját töltő doktor ellen szabályos hajtóvadászatot indító, megcsonkított milliomost, Mason Vergert. A Lecter-legendakört a Hannibal után a Vörös sárkány egészítette ki, ebben Hopkinsnak már csak mellékszerep jutott.
A Nixonban a megbuktatott amerikai elnököt mintázza meg, s habár külsőre nem hasonlított Tricky Dickre, az e célra kialakított gesztusrendszere mégis megdöbbentően élethű hatást nyújt. A Nixonért harmadszor is Oscarra jelölik, majd az Amistadért, amelyben John Quincy Adams jogászt játssza, az amerikai rabszolga-felszabadítás egyik meghatározó élharcosát. A közelmúltban a Szégyenfoltot készítette Nicole Kidman társaságában, de a rasszizmus témáját kimerítő dráma sem anyagi, sem erkölcsi sikert nem jelentett. Rövid cameoszerepben Oliver Stone – akivel a Nixont közösen készítették – szószékre ültette a színészóriást a Nagy Sándor, a hódító című történelmiben, hogy átfogó történelemleckéket adjon nekünk film közben a híres királyról. A legújabb Nagy Sándor-feldolgozás csúfosat bukott Hollywoodban és a világ más tájain, az ítészek nem győznek betelni Colin Farrell hidrogénezett hadvezérfrizurájának és Angelina Jolie orosz akcentusának kritizálásával.
2005-ben mutatták be Hopkins következő filmjét, a Bizonyítást, amelyben Gwyneth Paltrow megkeseredett, az őrület szélére sodródott matematikus apját játssza. A filmet eléggé ellentmondásos véleményekkel illették, Hopkins és Paltrow azonban kitettek magukért. A színész ezután A leggyorsabb Indian című életrajzi filmet forgatta, amelyben két év után ismét főszerepet kapott: a motorversenyen világrekordot felállító, új-zélandi kisöreg, Burt Munro megformálásáért egekig magasztalták a kritikák. A közel 70 éves színészkirály még mindig nem fogyott ki a tervekből, és azt nyilatkozta, addig fog szerepeket vállalni, amíg meg tudja tanulni őket. Feltűnt A király összes embere 2006-os feldolgozásában Kate Winslet és Jude Law mellett, 2007-ben Cannes-ban pedig levetítették önálló rendezését, a Slipstreamet is, a Törés című thrillerben is szerepelt, de még ebben az évben mozikba került Robert Zemeckis Beowulf – Legendák lovagja című filmje, amelyben Hopkins számítógép-animációs mását láthatta a néző. A film azonban csak szerény anyagi-erkölcsi sikert produkált.
Hopkins abban az évben még egy filmet forgatott: a City of Your Final Destinationben ismét együtt dolgozott James Ivory rendezővel. A The Wolf Man c. filmben 2010-ben pedig Sir John Talbot-ot alakította Benicio del Toro, Emily Blunt és Hugo Weaving partnereként. 2010-ben mellékszereplőként tűnt fel Woody Allen filmjében, a You Will Meet a Tall Dark Stranger-ben Antonio Banderas, Naomi Watts és Josh Brolin partnereként. Kenneth Branagh nagyszabású szuperhősfilmjében, a Thorban a főszereplő édesapjának, Odin főisten szerepét vállalta el.
Szerepelt a 2016-ban bemutatott Westworld című tévésorozatban. 
Huzamosabb ideje az Egyesült Államokban él, és a brit mellett amerikai állampolgársággal is rendelkezik.
Vegetáriánus.
Magyar hangja sokáig  Sinkó László volt.

## Válogatott filmográfia

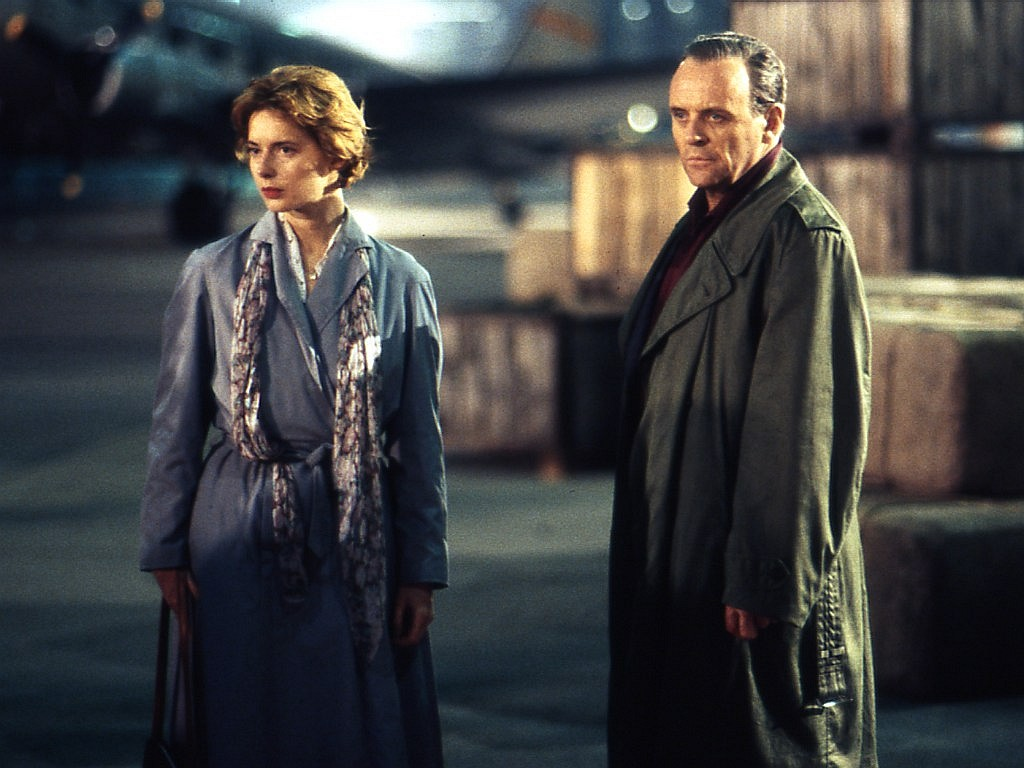
Az ártatlan című filmben (1993)

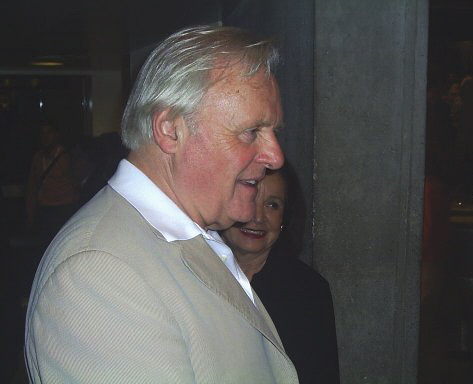
A Torontói Filmfesztiválon (2005)

### Film
- 1968: Az oroszlán télen
- 1969: Hamlet
- 1970: Tükörútvesztő
- 1971: Az arany rabjai
- 1971: A fiatal Churchill
- 1973: Babaház
- 1974: Lány a Petrovka utcából
- 1974: Pénzt vagy életet!
- 1977: A híd túl messze van
- 1977: Audrey Rose
- 1978: A mágus – Rémisztő Love Story
- 1978: A nagy vágta
- 1980: Az elefántember
- 1984: A Bounty
- 1985: A jó apa
- 1987: Egy ház Londonban
- 1989: Kisvárosi komédia
- 1990: A félelem órái
- 1991: A bárányok hallgatnak
- 1992: Szabad préda
- 1992: Mokaszin
- 1992: Szellem a házban
- 1992: Drakula
- 1992: Chaplin
- 1993: A per
- 1993: Az ártatlan
- 1993: Napok romjai
- 1993: Árnyékország
- 1994: Promenád a gyönyörbe
- 1994: Szenvedélyek viharában
- 1995: Nixon
- 1996: Augusztus (rendező)
- 1996: Túlélni Picassót
- 1997: A vadon foglyai
- 1997: Amistad
- 1998: Zorro álarca
- 1998: Ha eljön Joe Black
- 1999: Ösztön
- 1999: Titusz
- 2000: Mission: Impossible 2.
- 2000: A Grincs (narrátor)
- 2001: Hannibal
- 2001: Atlantisz gyermekei
- 2002: Rossz társaság
- 2002: A vörös sárkány
- 2003: Szégyenfolt
- 2004: Nagy Sándor, a hódító
- 2005: Bizonyítás
- 2005: A leggyorsabb Indian
- 2006: Bobby
- 2006: A király összes embere
- 2007: Ördögi út a boldogsághoz
- 2007: Tudathasadás (rendező)
- 2007: Törés
- 2007: Beowulf – Legendák lovagja
- 2009: Az otthon túl messze van
- 2010: Farkasember
- 2010: Férfit látok álmaidban
- 2011: A rítus
- 2011: Thor
- 2011: 360
- 2012: Hitchcock
- 2013: RED 2.
- 2013: Thor: Sötét világ
- 2014: Noé
- 2015: A Heineken emberrablás
- 2015: Gyilkos ösztön
- 2015: Prédára várva
- 2016: A megtévesztésen túl
- 2016: Ütközés
- 2017: Transformers: Az utolsó lovag
- 2017: Thor: Ragnarök
- 2019: A két pápa
- 2020: Az apa
- 2022: A fiú sorsa
- 2023: Egy élet

### Televízió
- 1972–1973: Háború és béke
- 1974: A királynő törvényszéke
- 1975: Az élet dicsérete
- 1976: A Lindbergh-bébi ügye
- 1976: Győzelem Entebbénél
- 1981: A bunker
- 1981: Othello
- 1982: A Notre Dame-i toronyőr
- 1984: A diadalív árnyékában
- 1985: Mussolini és én, Galeazzo Ciano
- 1988: A tizedik
- 1989: Szép remények
- 1991: Barbara Taylor Bradford: A legkülönb unoka
- 2015: Az öltöztető
- 2016–2018: Westworld
- 2018: Lear király

## Díjak és jelölések
- Oscar-díj
  - 2021 díj: legjobb férfi főszereplő – Az apa (2021)
  - 2020 jelölés: legjobb férfi mellékszereplő – A két pápa (2019)
  - 1998 jelölés: legjobb férfi mellékszereplő – Amistad (1997)
  - 1996 jelölés: legjobb férfi főszereplő – Nixon (1995)
  - 1994 jelölés: legjobb férfi főszereplő – Napok romjai (1993)
  - 1992 díj: legjobb férfi főszereplő – A bárányok hallgatnak (1991)
- Golden Globe-díj
  - 2021 jelölés: legjobb férfi főszereplő (filmdráma) – Az apa (2021)
  - 2020 jelölés: legjobb férfi mellékszereplő – A két pápa (2019)
  - 2006 díj: Cecil B. DeMille-életműdíj
  - 1998 jelölés: legjobb férfi mellékszereplő – Amistad (1997)
  - 1996 jelölés: legjobb férfi főszereplő (filmdráma) – Nixon (1995)
  - 1994 jelölés: legjobb férfi főszereplő (filmdráma) – Napok romjai (1993)
  - 1992 jelölés: legjobb férfi főszereplő (filmdráma) – A bárányok hallgatnak (1991)
  - 1989 jelölés: legjobb férfi főszereplő (minisorozat vagy tévéfilm) – A Tizedik (1988)
  - 1979 jelölés: legjobb férfi főszereplő (filmdráma) – A mágus – Rémisztő Love Story (1978)
- BAFTA-díj
  - 2021 díj: legjobb férfi főszereplő – Az apa (2021)
  - 2020 jelölés: legjobb férfi mellékszereplő – A két pápa (2019)
  - 2008 díj: Életműdíj
  - 1994 jelölés: legjobb férfi főszereplő – Árnyékország (1993)
  - 1994 díj: legjobb férfi főszereplő – Napok romjai (1993)
  - 1992 díj: legjobb férfi főszereplő – A bárányok hallgatnak (1991)
  - 1979 jelölés: legjobb férfi főszereplő – A mágus – Rémisztő Love Story (1978)
  - 1973 díj: legjobb TV színész – Háború és béke (1972)
  - 1969 jelölés: legjobb férfi mellékszereplő – Az oroszlán télen (1968)
- Emmy-díj
  - 1989 jelölés: legjobb férfi mellékszereplő (televíziós minisorozat vagy tévéfilm) – Szép remények (1989)
  - 1982 jelölés: legjobb férfi főszereplő (minisorozat vagy tévéfilm) – A Notre-Dame-i toronyőr (1982)
  - 1981 díj: legjobb férfi főszereplő (minisorozat vagy tévéfilm) – A bunker (1981)
  - 1976 díj: legjobb férfi főszereplő (minisorozat vagy tévéfilm) – A Lindberg bébi elrablása (1976)
- David di Donatello-díj
  - 1994 díj: Legjobb külföldi színész – Napok romjai (1993)
- San Sebastián-i Nemzetközi Filmfesztivál
  - 1998 díj: Donostia-díj
- Sant Jordi-díj
  - 1992 díj: Legjobb külföldi színész – A bárányok hallgatnak (1991)

## Fordítás
- Ez a szócikk részben vagy egészben  az   Anthony Hopkins című angol Wikipédia-szócikk fordításán alapul.  Az eredeti cikk szerkesztőit annak laptörténete sorolja fel. Ez a jelzés csupán a megfogalmazás eredetét és a szerzői jogokat jelzi, nem szolgál a cikkben szereplő információk forrásmegjelöléseként.